# Abrochia cosmosomoides
Abrochia cosmosomoides är en fjärilsart som beskrevs av Rothschild 1911. Abrochia cosmosomoides ingår i släktet Abrochia och familjen björnspinnare. Inga underarter finns listade i Catalogue of Life.